# Mustafa Ćatović
Mustafa Ćatović (Trebinje, 3. veljače 1925. − Zagreb, 23. rujna 1986.), bio je hrvatski stomatolog, utemeljitelj zavoda za dentalnu antropologiju Stomatološkoga fakulteta u Zagrebu. Znanstveno se dr. Ćatović najviše bavio dentalnom antropologijom i funkcionalnom anatomijom stomatognatog sustava.

## Životopis
Mustafa Ćatović rođen je u Trebinju 1925. godine. Pučku školu i gimnaziju završio je u rodnome gradu. Medicinski fakultet Sveučilišta u Zagrebu upisao je 1946. godine. Apsolvirao je na Medicinskom fakultetu te potom diplomirao na Stomatološkom odsjeku Medicinskog fakulteta u Zagrebu. Nakon završetka fakulteta u Zagrebu jedno vrijeme radio je kao voditelj stomatološke djelatnosti Doma zdravlja Trnje. 1962. godine po osnutku Stomatološkog fakulteta sveučilišta u Zagrebu počeo je raditi na fakultetu, prvo kao asistent (1962. godine) zatim kao nastavnik (1966. godine) i profesor (1970. godine) budućim mladim stomatolozima. Od 1962. do 1966. godine radio je na zavodu i katedri za oralnu medicinu (oralnu patologiju). 8. veljače 1966. godine prihvatio se je vođenja zavoda i katedre za dentalnu antropologiju (morfologija zubi) koju utemeljuje. Imenovan je njezinim prvim predstojnikom. Nositelj je predmeta morfologija zubi s uvodom u stomatologiju. U razdoblju u kojemu je djelovao i vodio Zavod za dentalnu antrolpologiju kroz Zavod prošlo je više od dvije tisuće studenata stomatologije. 1966. godine formirao je klinički odjel za opću stomatologiju čiji je prvi predstojnik. Težio je da iza njega u radu ostanu kvalitetni suradnici. Jedan je od utemeljitelja specijalizacije iz dentalne i oralne patologije s parodontologijom te jedan od prvih pet specijalista.
Bio je dugogodišnji predstojnik klinike za stomatologiju K.B.C.-Zagreb, 1964. – 1978. Prodekan Stomatološkog fakulteta, 1974. – 1978.
Bio je član glavnog uredništva ASCRO (Acta stomatologica Croatica) i njezinog savjetodavnog odbora od prvog broja 1966. godine u kojemu je objavio dva znanstvena rada, sve do 1978. godine. ASCRO je sve do današnjih dana ostao jedini domaći stručno znanstveni časopis iz stomatologije u Republici Hrvatskoj koji izlazi neprekidno kvartalno od 1966. godine.
U mirovinu je otišao 30. studenoga 1978. godine.
Preminuo je 23. rujna 1986. godine u Zagrebu. Kremiran je i pokopan na zagrebačkom groblju Mirogoju.

## Vanjske poveznice
- Krešimir Kraljević i Zvonimir Kaić: In memoriam Mustafa Ćatović, Acta stomatologica croatica, sv. 20, br. 4, 1986., str. 350. – 351.
- Povijest Klinike za stomatologiju  Arhivirana inačica izvorne stranice od 12. srpnja 2012. (Wayback Machine) www.kbc-zagreb.hr